# 罗伯托·邦普雷齐
罗伯托·邦普雷齐（義大利語：Roberto Bomprezzi，1962年10月9日—），意大利男子现代五项运动员。他曾代表意大利参加1992年夏季奥林匹克运动会现代五项比赛，获得男子团体铜牌。